# Borealer Nadelwald
Borealer Nadelwald (von griechisch Βορέας Boréas, deutsch ‚der Nördliche‘: Gott des Nordwindes in der griechischen Mythologie), auch Taiga (von russisch тайга ‚dichter, undurchdringlicher, oft sumpfiger Wald‘, womöglich auf mongolisch тайга ‚Bergwald‘ zurückzuführen) ist der Oberbegriff für die Wälder der kaltgemäßigten Klimazone. Die Taiga kommt ausnahmslos auf der Nordhalbkugel vor, da auf der Südhalbkugel die großen Landmassen fehlen, die das für die borealen Wälder typische Klima ermöglichen. Der Begriff stammt aus der Geographie und bezeichnet verallgemeinernd einen bestimmten Landschaftstyp der globalen Maßstabsebene. Je nach Disziplin existieren unterschiedliche Definitionen, siehe Abschnitt „Definition“.
Charakteristisch für die verschiedenen Formen der borealen Wälder sind relativ gleichförmige Nadelwaldgebiete, die weltweit von nur vier Nadelholz-Gattungen geprägt werden – von Fichten, Kiefern, Tannen und Lärchen –, deren Wuchsbild nach Norden hin immer schlanker wird. Unterbrochen werden diese Gebiete in den Niederungen von baumfreien Mooren (sehr großflächig in Westsibirien), in Nordasien von Weichholzauen in den Flusstälern und in Nordostsibirien wechseln sich Lärchen-Waldtundra und Lärchentaiga mosaikartig ab. Weichlaubhölzer – vor allem Birken und Espen – sind als Pionierbaumarten und in geschützten Lagen nahezu überall im Nadelwald zu finden. Der Boden ist zumeist flächendeckend von relativ niedrig wachsenden, sommergrünen Zwergsträuchern (insbesondere aus der Gattung der Heidelbeeren) und von dicken „Teppichen“ aus Moosen und Flechten bedeckt. Totholz findet sich in allen Stadien in großen Mengen.

## Definition
Aus Sicht der Geobotanik (Pflanzengeographie) ist der boreale Nadelwald ein natürlicher Vegetationstyp, der vor allem unter den Bedingungen der Klimate der borealen Nadelwälder entsteht. In ihrer erdumspannenden (geozonalen) Ausdehnung gehören die borealen Wälder zu den Vegetationszonen.
Aus Sicht der Ökologie gehört der boreale Nadelwald zu den größtmöglichen (abstrakten) Ökosystemen, die zusammen die Biosphäre bilden. Er selbst wird aus typischen Biomen oder Ökoregionen gebildet, die sich wiederum aus den zugehörigen kleinräumigen (konkreten) Bio- und Ökotopen zusammensetzen. Diese untergliedern wiederum das erdumspannende boreal-polare Zonoökoton bzw. die boreale Ökozone.

## Verbreitung und Zustand
Der boreale Nadelwald ist eine ausschließlich nördliche Vegetationszone. Sie reicht in ihrer maximalen Ausdehnung etwa von 71° nördlicher Breite (Oberlauf des Olenjok in Nordsibirien) bis 42° (auf der japanischen Insel Hokkaidō). Die borealen Nadelwälder gehen polwärts in die Zone der Waldtundra über. (Die Darstellung der Waldtundra als eigenständiger Vegetationstyp – wie hier in der Wikipedia vorgenommen – ist uneinheitlich: In manchen Veröffentlichungen wird sie stattdessen zu den borealen Wäldern gerechnet, in manchen zur Tundra.) In Richtung Äquator schließen sich bei feuchteren Klimaten die Nadel- und Laubmischwälder der Taiga an und bei trockeneren Klimaten die Waldsteppen.
Viele Gebirgsnadelwälder der subalpinen Höhenstufe anderer Klimazonen ähneln dem borealen Nadelwald. Sie werden jedoch zumeist als eigene Vegetationszone betrachtet.
Boreale Nadelwälder liegen in Eurasien (Nordeuropa („Nordeuropäische Nadelwaldregion“), Sibirien, Mongolei) und Nordamerika (Kanada, Alaska). Sie sind mit etwa 1,4 Milliarden Hektar der größte zusammenhängende Waldkomplex der Erde und die wirtschaftlich wichtigste Waldregion. Von dieser Fläche sind jedoch etwa 150 Millionen Hektar bedingt durch Feuer, Sturm, großflächigen Insektenfraß oder menschliche Aktivitäten temporär nicht bewaldet.
Das größte unzerstörte boreale Wildnisgebiet der Erde erstreckt sich vom Yukon-Territorium in Kanada bis zum Mittellauf des Yukon Rivers in Alaska. Hier stehen Nadelwälder, offene Flechtenwälder, Waldtundren und nordische Laubwälder in einem eng verzahnten Mosaik auf einem strukturreichen Bergland. Die größte zusammenhängende boreale Nadelwald-Wildnis bedeckt das Westsibirische Tiefland bis weit hinein ins Mittelsibirische Bergland. Auch in Europa gibt es noch bedeutende, weitgehend unberührte boreale Urwälder. Sie liegen zum größten Teil in Nordwest-Russland und zu einem kleinen Teil in Finnland und Skandinavien. In der Summe erreichen sie immerhin eine Fläche, die größer ist als das Vereinigte Königreich. Sie sind allerdings bereits deutlich fragmentiert.
Bezogen auf die potentielle natürliche Vegetation sind heute ca. 9 % der irdischen Landoberfläche boreale Nadelwälder. Tatsächlich sind am Anfang des 3. Jahrtausends über 30 % der borealen Nadelwälder in einem weitgehend unbeeinflussten natürlichen Zustand. Diese Gebiete sind nahezu unbesiedelt. Weniger als 40 % sind noch naturnah und relativ gering beeinflusst. Diese Flächen sind allerdings zumeist stark fragmentiert und befinden sich durchweg im Wandel (entweder durch eine stetige Überführung in Nutzflächen oder durch Raubbau). Bei über 30 % wurde die ursprüngliche Vegetationsdecke intensiv verändert und durch anthropogene Landschaften überprägt. In diesen Gebieten sind naturnahe Taiga-Landschaften höchstens noch in kleinen Relikten anzutreffen.
Neben dem (häufig unkontrollierten und nicht nachhaltigen) Holzeinschlag für die Zellstoffindustrie verursachen der Teersandabbau in Kanada und die Ölförderung in Westsibirien die großflächigsten Schäden in den Taigawäldern.

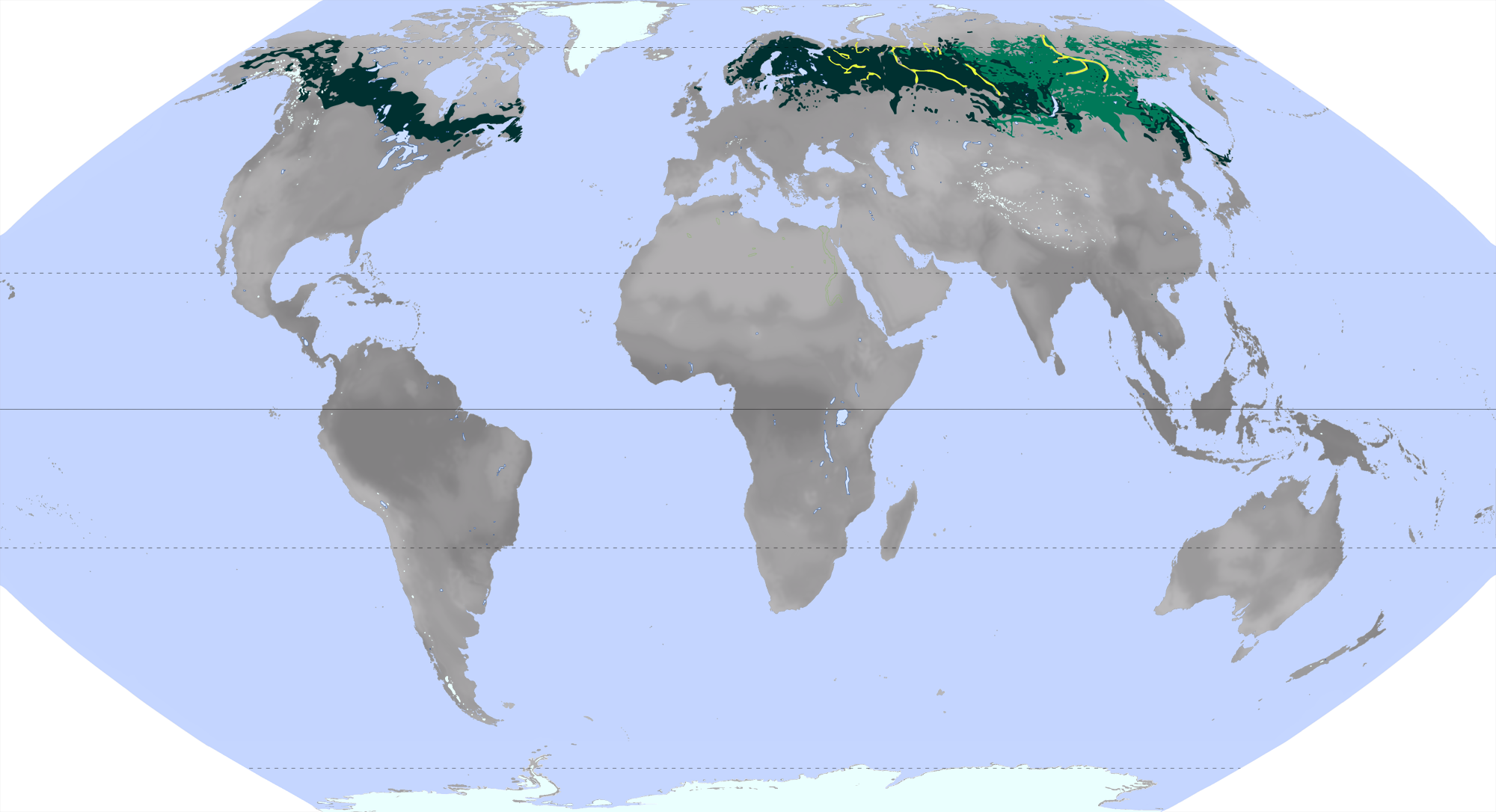
Lage der borealen Nadelwälder mit Untergliederung
Immergrüner borealer Nadelwald
Sommergrüner borealer Nadelwald
Boreale Laubholz-Auen

## Charakteristik

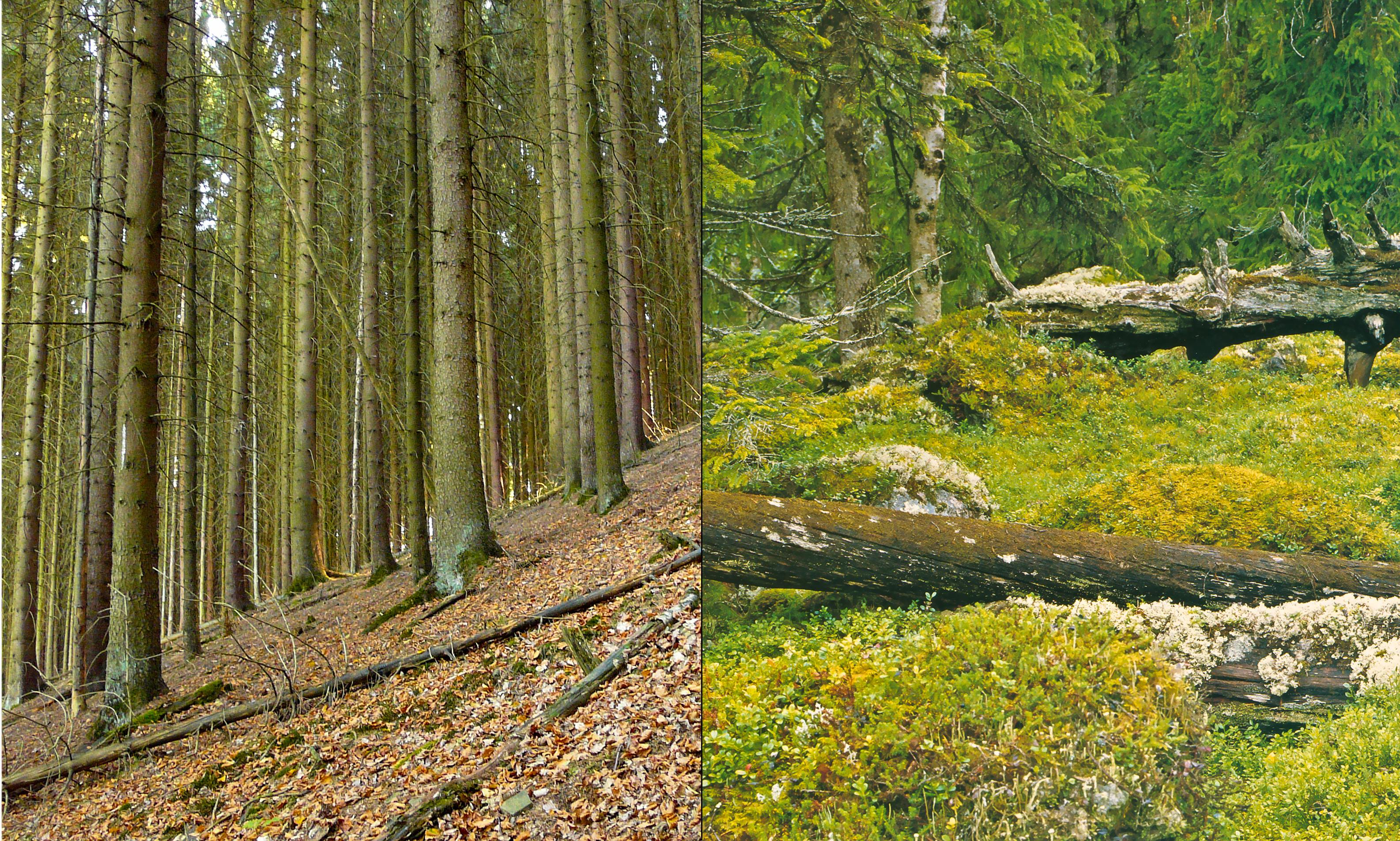
Deutscher Fichtenforst (links) und schwedischer Fichten-Altwald (rechts) – der drastische Unterschied ist offensichtlich

Das Erscheinungsbild eines borealen Nadelwaldes ist grundverschieden von dem der gepflanzten Nadelwaldforsten der gemäßigten Zone. Während Forstbäume viele Jahre lang sehr dicht stehen, sind die Taigawälder – bis auf einige verstreute, dicht stehende Baumgruppen – weitaus lichter. Zum Schutz vor Schäden durch die Schneelast wird die Form der Bäume nach Norden hin immer schlanker. Eine dichte Beastung bis zum Boden sorgt für eine optimale Licht- und Wärmenutzung der tief stehenden Sonne. In Wirtschaftswäldern sind die Äste hingegen bis hoch hinauf in die Kronen kahl. Zudem sind fast alle Bäume von der gleichen Altersklasse, im Gegensatz zu dem meist regellosen Nebeneinander jedes Alters im Taigawald. Ein weiterer augenscheinlicher Kontrast zum Forst ist der Unterwuchs eines natürlich gewachsenen borealen Nadelwaldes: Statt einer weitgehend offenen Nadelstreudecke ist der Boden flächendeckend mit Zwergsträuchern (vor allem Heidelbeeren) und Moosen bewachsen, die sich oft dicht am Boden liegend (spalierartig) ausbreiten. Zudem ist eine große Menge liegendes und stehendes Totholz vorhanden, das sich in allen Stadien der Verrottung befindet (20 bis 30 % stehendes Totholz sind im natürlichen Wald charakteristisch). Schlussendlich zeigen die Waldböden unberührter borealer Wälder aufgrund des Totholzes, des oftmals felsigen Untergrundes, aber vor allem durch fehlende Aktivitäten des Menschen ein ausgesprochen „buckliges“ Relief.

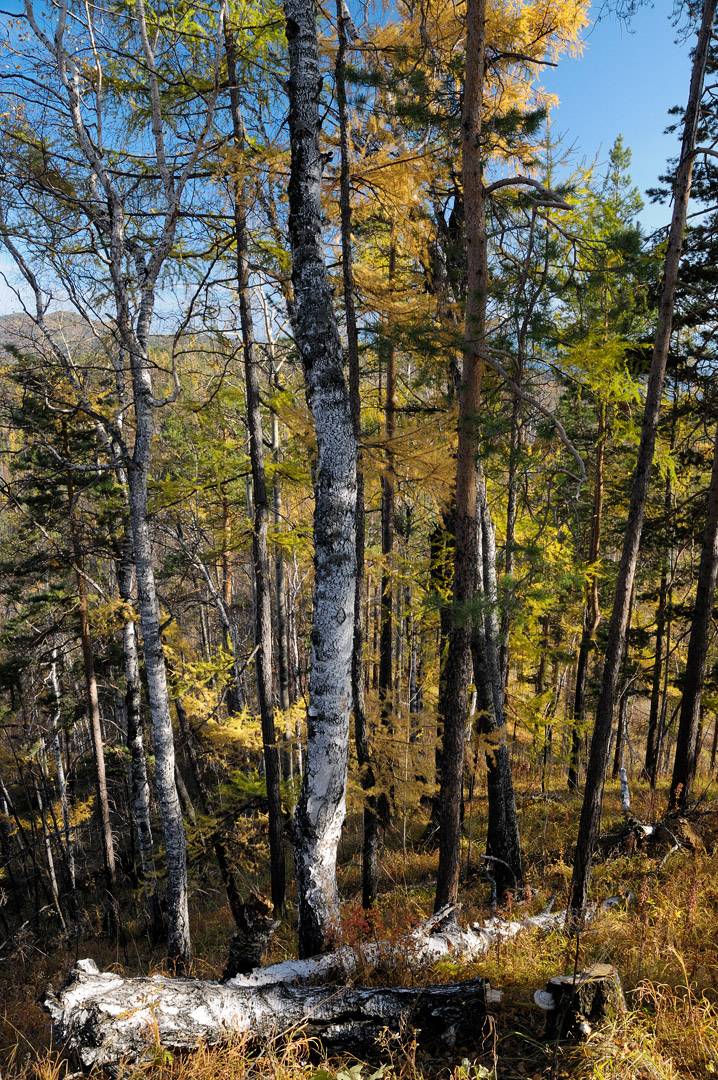
Sogenannte „Helle Taiga“ mit Lärchen in der Nähe des Baikalsees

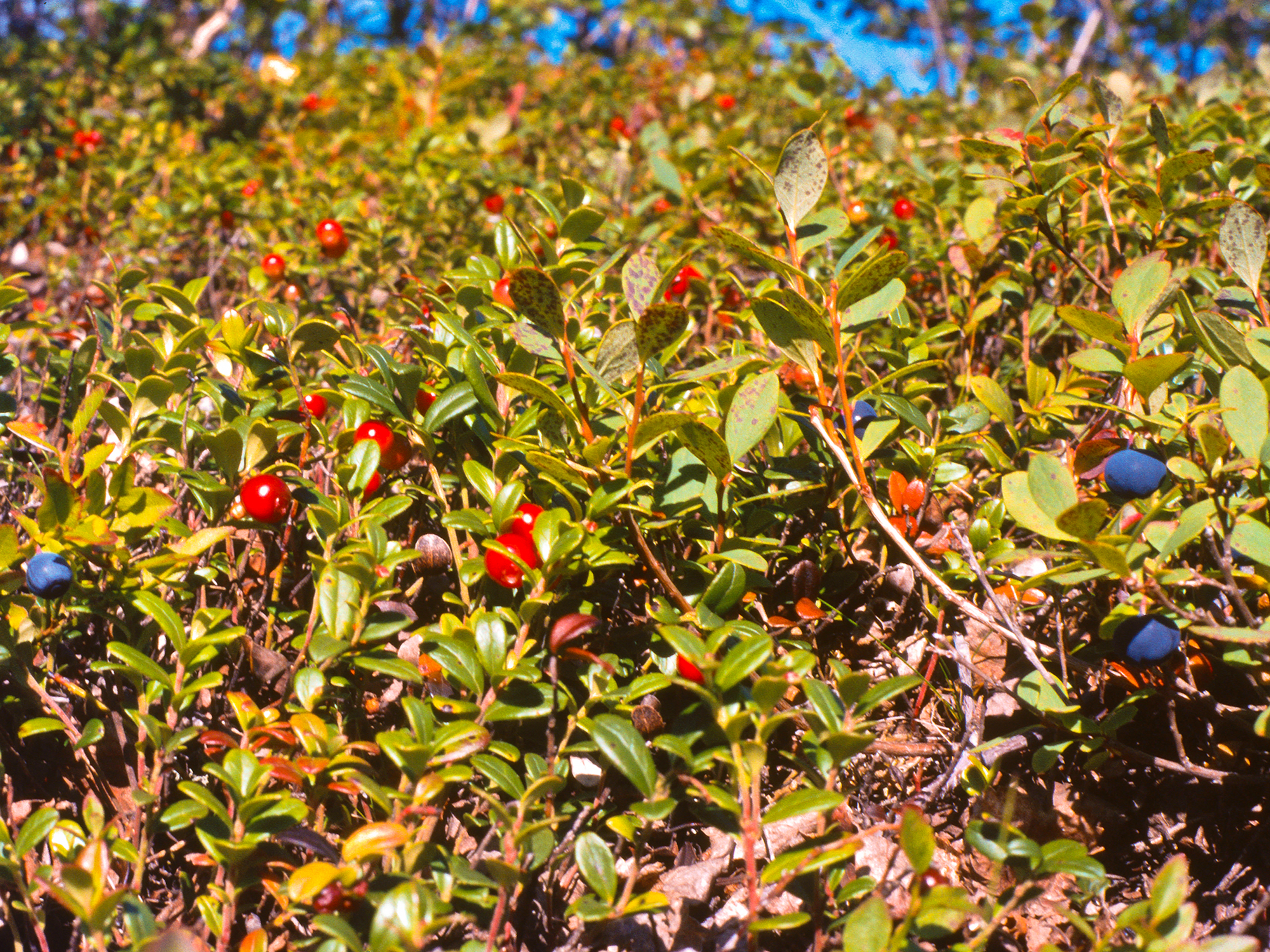
Heidelbeer-Zwergsträucher bedecken riesige Areale in den borealen Wäldern

Der boreale Nadelwald wird von nur vier Nadelholz-Gattungen geprägt und weist in seinen Kerngebieten oft sogar nur eine oder zwei Baumarten auf. Er zählt daher zu den artenarmen Wäldern. Dies liegt in erster Linie an der kurzen Vegetationsperiode von nur drei bis sechs Monaten; demnach an einem geringen Energieeintrag in das Ökosystem. Allerdings spielt auch die letzte Eiszeit eine Rolle: In Nordamerika und Ostasien waren die geographischen und klimatischen Bedingungen für das Ausweichen der Arten nach Süden und für die spätere Rückwanderung wesentlich günstiger als in Eurasien, so dass das heutige Artenspektrum dort etwas größer ist.
Der Hauptgrund für die Dominanz der immergrünen Nadelbäume ist der Umstand, dass sie ganzjährig über einen voll ausgebauten Photosyntheseapparat (d. h. Nadeln) verfügen, während Laubbäume jedes Jahr (zudem bei hohem Nährstoffbedarf) neue Blätter entwickeln müssen. Die Photosyntheseaktivität der mehrjährigen Nadeln setzt nur aus, solange die Nadeln bei unter −4 °C gefroren sind. Bei höheren Temperaturen setzt sie ohne Zeitverlust sofort wieder ein. Mit abnehmender Länge der Vegetationsperiode wird der Stoffwechsel laubabwerfender Baumarten immer unökonomischer. (Ein Schwellenwert ist die Anzahl von mindestens 120 Tagen im Jahr, an denen der Mittelwert der Tagestemperatur 10 °C übersteigt.) Lediglich einige Weichlaubhölzer (insbesondere Birken und Espen) können sich auch im borealen Klima behaupten.
Die meisten Nadelbäume halten zudem Temperaturen bis zu −40 °C aus. In Jakutien sind Temperaturmittelwerte von −50 °C oder noch weniger möglich. In diesem extremen Klima ist es jedoch selbst für die meisten Koniferen zu kalt. Hier können nur die nadelabwerfenden Lärchen (Larix spec.) gedeihen. Nur dank ihrer Fähigkeit konnte sich in Gebieten, die klimatisch bereits eindeutig Tundrenklima aufweisen und wo permanenter Bodenfrost herrscht, ein Wald entwickeln. Er wird aufgrund der nadelabwerfenden Lärchen in Russland als „helle Taiga“ bezeichnet – im Gegensatz zur „dunklen Taiga“, die von den immergrünen Nadelhölzern dominiert wird.
Die Vegetation erträgt eine Kälteperiode von acht Monaten. Das xeromorphe Laub der (mit Ausnahme der Lärchen) immergrünen Nadelhölzer ist – wie bereits geschildert – viel unempfindlicher gegen Kälte und Frosttrocknis als die Blätter der Laubbäume. Die geringe Oberfläche, eingesenkte Spaltöffnungen und eine besonders dicke Cuticula (Wachsschicht) schützen sie vor der Kälte. Die Photosyntheseaktivität hört bei −4 °C auf, wenn die Nadeln gefrieren, wird aber bei höheren Temperaturen gleich wieder fortgesetzt. Die Bedeutung der Temperaturen nimmt zu, je weiter die Wälder nach Norden oder von ozeanischen in kontinentale Regionen reichen. Dennoch müssen auch die nordischen Nadelbäume im Herbst den Prozess der Abhärtung durchlaufen, um den Winter unbeschadet zu überstehen.
Im Frühjahr erfolgt eine „Enthärtung“. Dieser beruht auf einer Erhöhung der Zuckerkonzentration im Zellsaft. Es werden andere Schutzstoffe im Protoplasma angereichert, die Zellen werden wasserärmer und die Zentralvakuole zerklüftet sich in eine Vielzahl von Kleinvakuolen. Die Hitzeanpassung verläuft rasch, da der Anstieg der Temperatur innerhalb eines Tages, manchmal auch noch schneller erfolgen kann. An heißen Tagen ist die Hitzeresistenz nachmittags höher als morgens. Die Enthärtung bei kühler Witterung geschieht innerhalb weniger Tage. Die Abhärtungstemperaturen müssen so hoch sein, dass sie auf das Protoplasma als Stress wirken. Bei den meisten Landpflanzen ist dies in der Regel ab 35 °C der Fall.
Ein weiterer wichtiger Schutz vor der Kälte ist die Isolation der Wurzeln durch eine Schneedecke, die selbst bei extremen Minusgraden die Temperatur am Boden bei rund 0 °C hält. Auch hier ist die Lärche wiederum ein Überlebenskünstler, da in den extrem trocken-kontinentalen Gebieten Nordost-Sibiriens oftmals so wenig Schnee fällt, dass keine durchgängige Schneedecke entsteht. Die Wurzeln der Taigabäume sind – vor allem im Bereich des Permafrostes – ausgesprochen flach. Rund 70–90 % der Wurzelmasse erstreckt sich in Tiefen von 20–30 cm, und in nördlicheren Gebieten konzentriert sich sogar die gesamte Wurzelmasse auf dieser dünnen Bodenzone.
Die meisten borealen Nadelwälder sind von Sümpfen und Mooren durchsetzt. An feuchten Stellen entstehen aus dem Rohhumus und darauf siedelnden Torfmoosen langsam hochwachsende Hochmoore. Dadurch wird der Unterboden isoliert, so dass der Boden im Frühjahr schlechter auftauen kann. Überdies speichern die Moose die Nährstoffe und hemmen die Funktion der Symbiose zwischen Bäumen und Pilzen und es kommt zu einer zunehmenden Versauerung des Bodens. Dies alles verschlechtert die Bedingungen für die Bäume, die schließlich absterben. In der westsibirischen Tiefebene nehmen solche weitgehend baumfreien Taigamoore viele hunderttausend Quadratkilometer Fläche ein.

## Abgrenzung zur Waldtundra

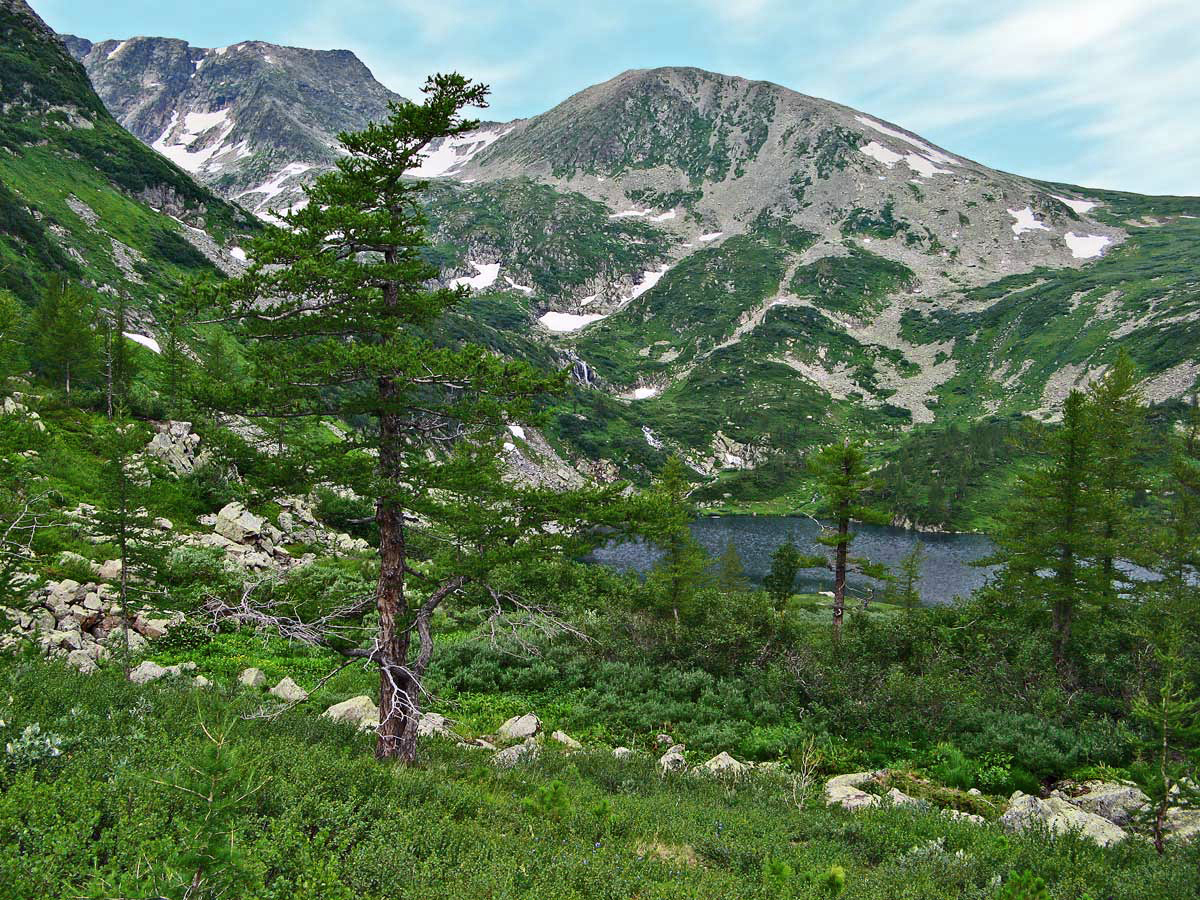
Die sibirischen Lärchenbestände bilden sowohl boreale Nadelwälder als auch Waldtundren

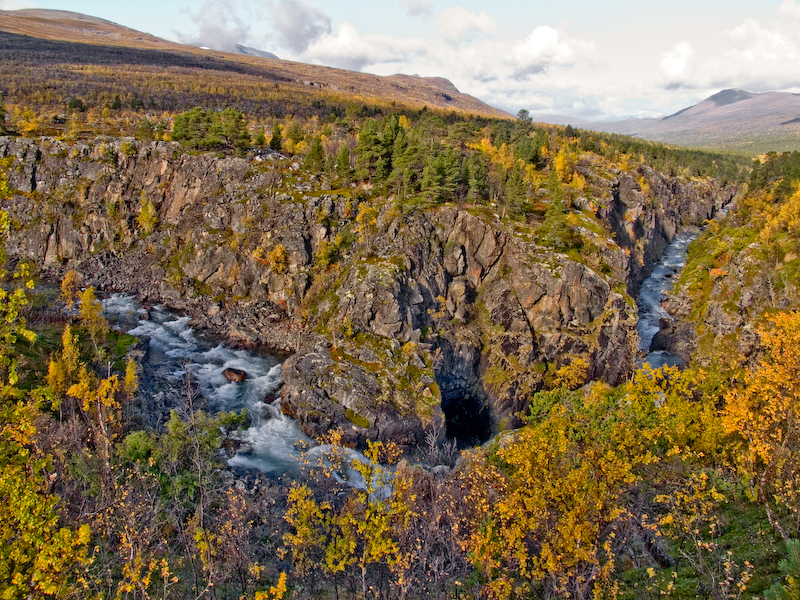
Übergang von der Kieferntaiga in die Birken-Waldtundra in Nordnorwegen

Die Nadelbäume der dunklen Taiga werden 15 bis 20 Meter hoch, die Lärchen der hellen Taiga bringen es nur noch auf rund acht Meter und die krüppelwüchsigen Bäume der Waldtundra werden nur noch vier bis sechs Meter hoch.
Wie bereits beschrieben, wird die Waldtundra in vielen Betrachtungen nicht – oder nur „im Nebensatz“ – vom borealen Nadelwald differenziert, obwohl dieser Vegetationstyp nicht mehr eindeutig der Definition von Wald entspricht. Die Ursache liegt bei den vielen Ausnahmen, die eine Festlegung als eigenständigen Typ erschweren:
- Während die Waldtundra noch flächendeckend auf Permafrostböden wächst, gilt dies für die nördlichen Nadelwälder – mit Ausnahme Ostsibiriens – nicht mehr. Der Anteil dauergefrorener Flächen wird nach Süden hin immer geringer. Die Permafrostinseln werden hier als Relikte der letzten Eiszeit betrachtet.[12]
- Es ist zumindest ungefähr möglich, für die boreale Zone eine klimatische Waldgrenze zu bestimmen und damit die Auflösungszone des Waldes bis hin zur absoluten Baumgrenze. Die Lärchentaiga Mittel- und Ostsibiriens ist jedoch überall so licht und reich an Unterwuchs, dass dies hier wesentlich schwieriger ist. Selbst in den süd-borealen Gebieten erinnert das Erscheinungsbild des Waldes eher an eine Waldtundra.
- Die großflächigen offenen Flechtenwälder Kanadas und Alaskas machen noch den Eindruck eines Waldes. Die häufig vorkommende vegetative Vermehrung und die demgegenüber stark eingeschränkte geschlechtliche Fortpflanzung über Sämlinge sowie die schlechte Regenerationsfähigkeit dieser „Wälder“ sind allerdings eindeutige Kennzeichen der Waldtundra. Die Waldgrenze hat sich seit der Entstehung der offenen Flechtenwälder vor 9.500 bis 7.500 Jahren immer weiter nach Süden verschoben, so dass in diesen Gebieten heute potenziell kein echter Wald mehr entstehen würde.
- Die Birkenwälder Fennoskandinaviens oder Kamtschatkas werden als Birkenwald-Taiga oder auch als Birken-Waldtundra bezeichnet. Auf der einen Seite können sie in großen Arealen durchaus als Wald angesprochen werden; auf der anderen Seite bilden die Birken in diesen Gebieten die Baumgrenze, so dass das Hauptkriterium für die Waldtundra gegeben ist.

(Die Darstellung in der Wikipedia rechnet die lichten sibirischen Lärchenwälder zur Taiga und die offenen Flechtenwälder Nordamerikas sowie die Gebiete, die von Laubgehölzen dominiert werden zur Waldtundra.)

### Klimatische Voraussetzungen
Die borealen Nadelwälder der Erde liegen in der kaltgemäßigten Klimazone und sind damit in der Regel durch kaltes Klimas mit langen, schneereichen Wintern und kurzen, relativ kühlen Sommern gekennzeichnet. Im kältesten Monat sinken die Durchschnittstemperaturen unter 0 °C, wobei das Minimum unter −40 °C liegt. Fünf bis sieben Monate liegt Schnee. Der wärmste Monat liegt im Mittel über 5 bis 20 °C; die Temperatur kann jedoch im Sommer durchaus auch über 30 °C steigen. Das langjährige Temperaturmittel liegt bei den gemäßigteren Borealwäldern im Schnitt bei −8 bis 2 °C; in den hochkontinentalen Gebieten (insbesondere in Ostsibirien) bei −15 bis −1 °C. Hier liegen die Jahresschwankungen über 40 K.
Die boreale Zone beginnt im Süden dort, wo das Klima für Hartholz-Laubbäume zu ungünstig ist, d. h. wo die Anzahl der Tage mit Tagesmitteltemperaturen über 10 °C unter 120 liegt. Für die borealen Nadelwälder kommt zudem eine für das Pflanzenwachstum erschwerende geringe Sonneneinstrahlung hinzu, die allerdings im Hochsommer durch die Mitternachtssonne zum Teil kompensiert wird. Die Vegetation erträgt eine Kälteperiode von maximal acht Monaten.
Mit Durchschnittswerten von 300 bis 700 (zum Teil 1000) mm für die gemäßigteren borealen Wälder sowie 200 bis 450 mm für die hochkontinentalen Gebiete sind die Jahressummen der Niederschläge niedrig bis mittel. Im sehr kontinentalen Teil der borealen Klimazone liegen die Jahresniederschläge bei 150–250 mm pro Jahr. An 50 bis 100 Tagen steigen die Tagesmitteltemperaturen hier auf über 10 °C an. In ozeanischer geprägten Gebieten – wie in Skandinavien oder auf Kamtschatka – sind die Niederschläge etwa doppelt so hoch, während das Monatsmittel der Temperatur auch im kältesten Monat nicht unter −10 °C liegt.
Die lange Frostperiode und die niedrigen Temperaturen führen zu einer geringen Verdunstungsrate, so dass der klimatische Wasserhaushalt am Erdboden semihumid (relativ feucht) bis humid (feucht) ist.
Die Vegetationsperiode ist mit 90 bis 180 Tagen relativ kurz.
Nach der effektiven Klimaklassifikation von Köppen / Geiger bildet die alternative Hauptgruppe der Subarktischen Klimate.

### Weitere Kennzeichen

#### Böden
Der Frost spielt bei der Bodenbildung in den borealen Wäldern eine große Rolle. Insbesondere in den Permafrostgebieten Ostsibiriens mit ihrem kontinentalen Klima führt das abwechselnde Gefrieren und Tauen zu kleinen Senken und Erhebungen, die das Relief prägen und verschiedene Muster bilden können. Diese sogenannten Frostmusterböden sind hier jedoch bereits deutlich seltener und weniger ausgeprägt als in Waldtundra und Tundra. Mineralische Permafrostböden heißen in der internationalen Bodenklassifikation World Reference Base for Soil Resources (WRB) Cryosole. Sie machen in Sibirien fast 50 % aller Taigaböden aus.
Unter den kalten und nassen Bedingungen im ozeanischen Teil der borealen Klimazone wird die anfallende Streu kaum von Tieren in den Mineralboden eingearbeitet und nur langsam von Bakterien und Pilzen zersetzt. Es bildet sich mit der Zeit eine mächtige Rohhumusauflage. Nährstoffe werden nur langsam durch Mineralisierung freigesetzt und sind schlecht für Pflanzen verfügbar. Die reichlich vorhandenen Säuren mobilisieren aus dem oberen Mineralboden Eisen und Aluminium und schließlich auch organische Stoffe, die sich in tieferen Bodenhorizonten wieder anreichern. So entstehen Podsole, die für das Pflanzenwachstum ungünstig sind. Echte Podsole finden sich vor allem in Nordeuropa und Ostkanada.
Verbreitet sind auch organische Böden, die in der WRB Histosole heißen. Sie haben meist mächtige Torfhorizonte und treten teils mit und teils ohne Permafrost auf. Flachgründige Böden über Festgestein und Böden mit sehr viel Skelett werden Leptosole genannt. Weite Areale sind von Grund- und Stauwasserböden, den Gleysolen und Stagnosolen, bedeckt.
Podsole, Stagnosole, Leptosole und Histosole sind mit je 10 % vertreten.
Es fällt mittelmäßig viel Bodenstreu an, und die Zersetzung verläuft sehr langsam.
Die weltgrößten Torfvorräte (etwa ⅔ des Vorkommens) befinden sich in Russland.
Durch die vorgenannten abiotischen Faktoren ist die vorhandene Menge an Biomasse mittelgroß (100–300 t/ha Trockenmasse). Pro Jahr entstehen 5–6 t/ha neu.

#### Feuer

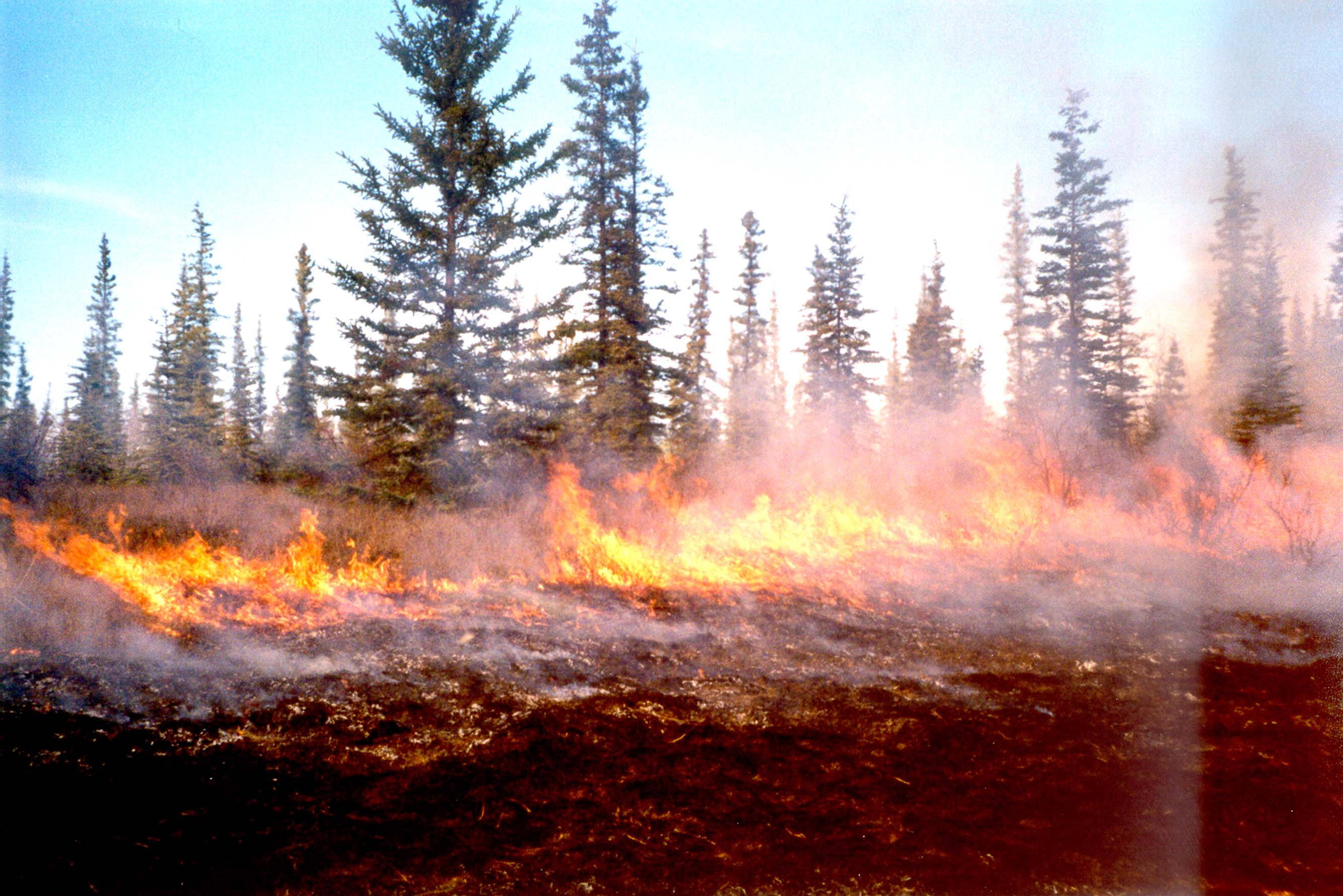
Waldbrand in der kanadischen Taiga

Feuer bzw. Waldbrände spielen eine wichtige Rolle im Ökosystem und der Entwicklungsdynamik borealer Wälder. Der Grund liegt in der mächtigen Streuauflage, die eine Verjüngung der Wälder behindert. Die Samen der Bäume finden keinen Kontakt zum Boden, wo sich die verfügbaren Nährstoffe befinden und sie wurzeln könnten. Durch Feuer wird der Mineralboden wieder freigelegt. Gleichzeitig werden die in der organischen Masse gespeicherten Nährstoffe freigesetzt (ein großer Teil davon geht durch Auswaschung allerdings später wieder verloren). Feuer sind regelmäßige, natürliche Ereignisse in diesem Ökosystem. Der Zeitraum zwischen zwei Feuerereignissen auf einer Fläche wird durch den Begriff der Feuerrotation beschrieben. In sommertrockenen Gebieten Alaskas und Kanadas sind dies 50 bis 100 Jahre, in feuchteren Gebieten 300 bis 500 Jahre. Unter natürlichen Umständen werden die Brände durch Blitzschlag ausgelöst.
In jüngster Zeit führen außergewöhnliche Trockenperioden durch den Klimawandel zu einer Häufung von Waldbränden, unter anderem zu den Waldbränden in den borealen Wäldern der Nordhalbkugel 2019 und 2020, die durch Rekordtemperaturen begünstigt wurden.
Ökologen vermuten, dass die meisten nordischen Nadelwälder vorwiegend aus Fichten bestehen würden, wenn die Feuer nicht wären, die die Kiefern begünstigen. Allerdings ist dabei zu beachten, dass eng stehende Fichtenbestände durch ihre dichte, kaum entzündbare Nadelstreu, weitgehend vor Feuern geschützt sind. Die lockere, leicht entzündliche Nadel- und Aststreu der Kiefern hingegen brennt sehr gut, im Gegensatz zu dem durch die dicke Borke geschützten Stamm von Lärchen und Kiefern. Insofern beruht die Konkurrenzkraft der Kiefern sowohl auf Feuerunempfindlichkeit, als auch auf leichter Brennbarkeit.
(siehe auch Boreale Brände)

### Flora

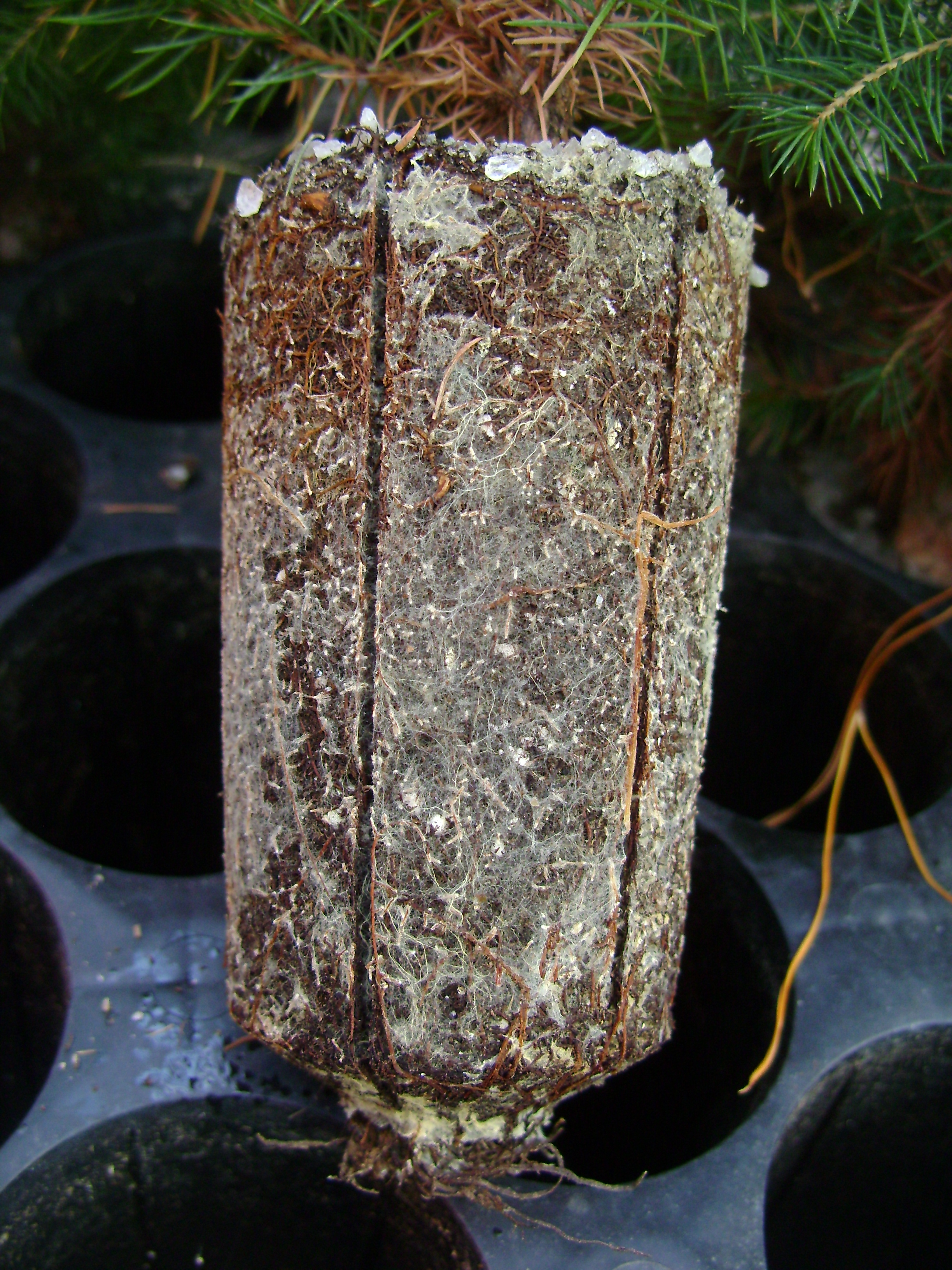
Fadenförmige Pilzzellen (Mycel) am Wurzelgeflecht einer amerikanischen Weißfichte

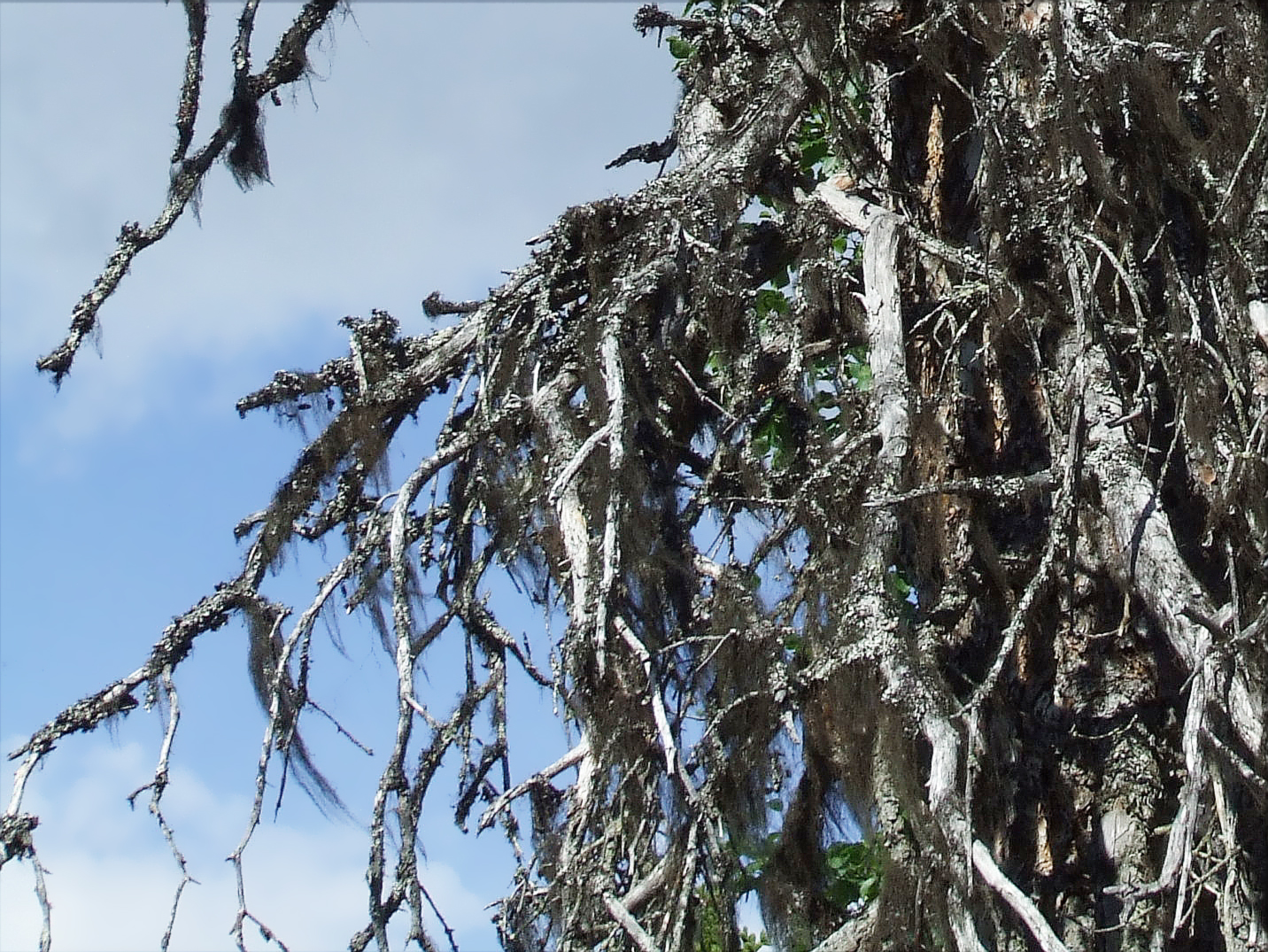
Bartflechten in einer abgestorbenen Fichte

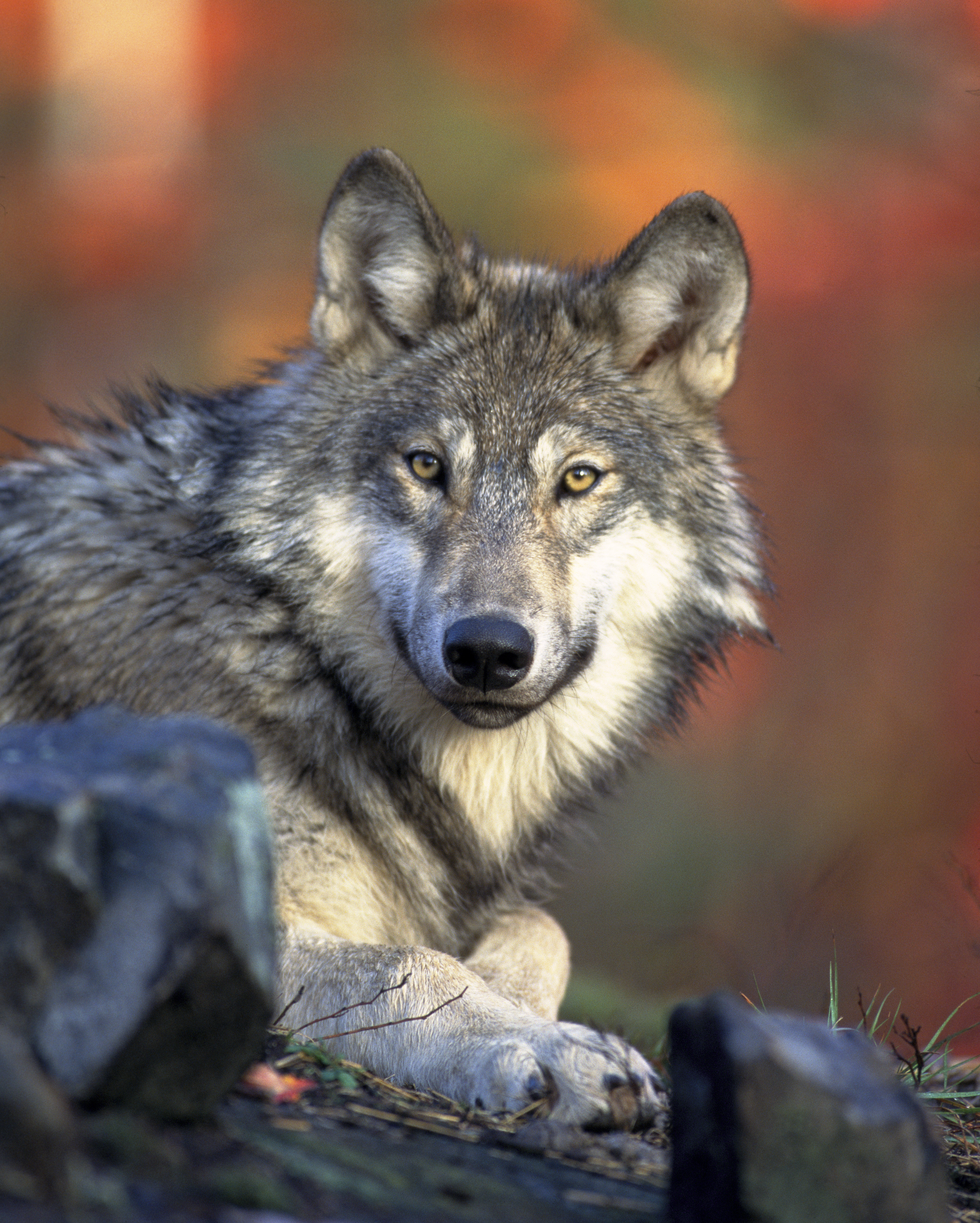
Wolf

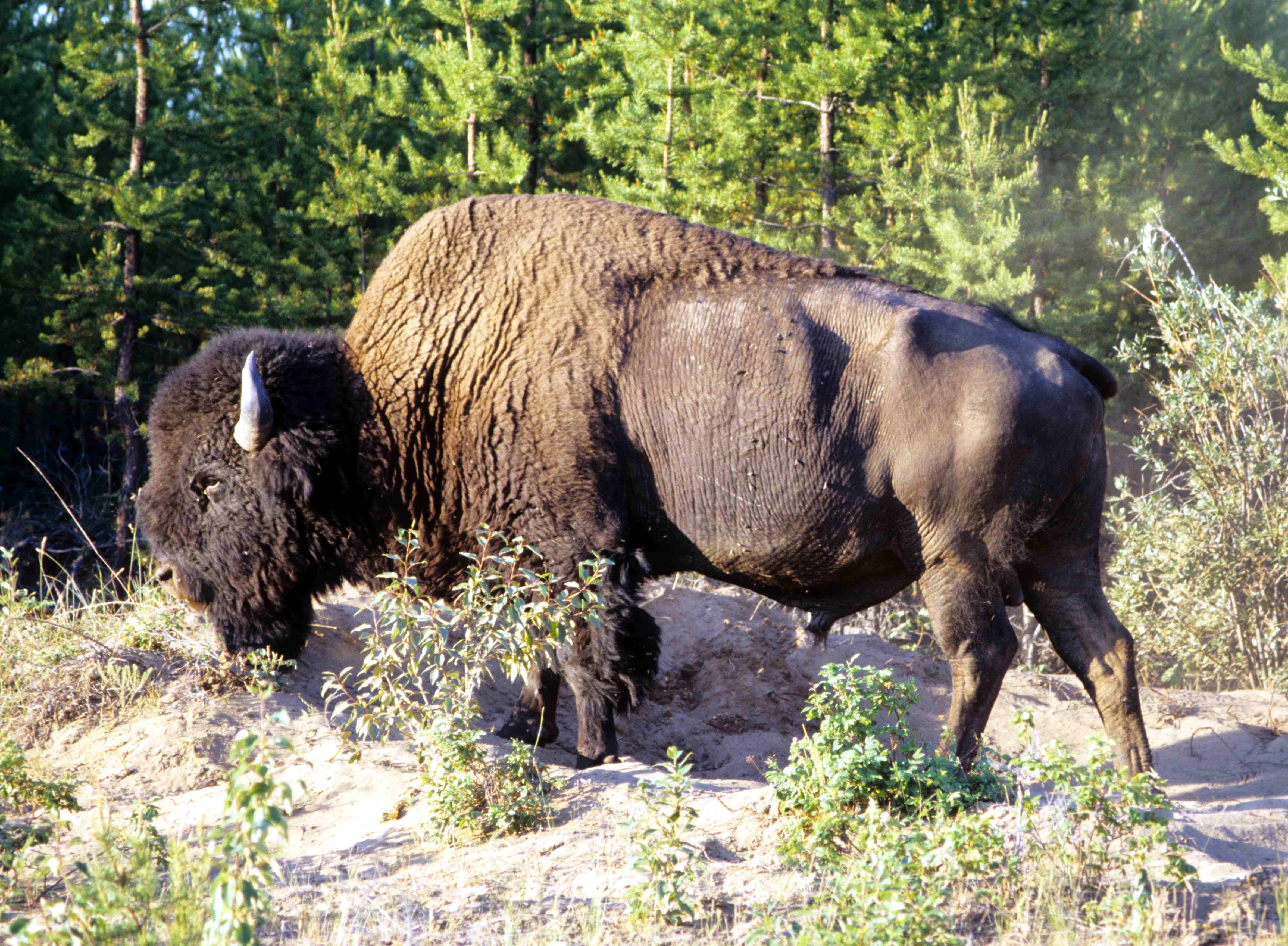
Waldbison Kanadas

Die Biodiversität der Flora ist in der borealen Zone – verglichen mit südlicheren Ökosystemen – gering. Mit Abstand am häufigsten sind Nadelbäume aus der Familie der Kieferngewächse (mit den Gattungen Fichten, Kiefern, Tannen und Lärchen). Insgesamt existieren in den Taigagebieten nur zwanzig verschiedene Baumarten. Kein anderer Waldtyp ist so baumartenarm.
Die übergeordnete Pflanzengesellschaft bilden die „Bodensauren Nadelwälder und Zwergstrauchgesellschaften“ (Vaccinio-Piceetae). In der Baumschicht findet man im westlichen Eurasien vor allem die Gemeine Fichte (Picea abies) und die Waldkiefer (Pinus sylvestris). Nach Osten kommen die Sibirische Fichte (Picea obovata) (teilweise als Unterart der Gemeinen Fichte angesehen), die Sibirische Lärche (Larix sibirica) und die Dahurische Lärche (Larix gmelinii), die Sibirische Zirbelkiefer (Pinus sibirica) sowie die Sibirische Tanne (Abies sibirica) hinzu. Wie bereits erwähnt ist das Artenspektrum der Bäume in Ostsibirien und in Nordamerika größer. Hier kommen jeweils rund 20 häufige Nadel- und Laubholz-Baumarten vor, während es in Westsibirien nur elf und lediglich sechs in Nordeuropa sind.
In Nordamerika sind Weißfichte (Picea glauca) und Schwarzfichte (Picea mariana), Küsten-Kiefer (Pinus contorta), Balsamtanne (Abies balsamea) und Ostamerikanische Lärche (Larix laricina) die häufigsten Nadelhölzer.
Mit von Norden nach Süden zunehmender Häufigkeit sind die Nadelwälder an geeigneten Standorten von kleinblättrigen Weichlaubhölzern der Gattungen Birken, Pappeln (Espen sowie Balsampappeln), Erlen und Weiden durchsetzt. Neben der Klimaerwärmung können auch Waldbrände und andere Störungen begünstigen, dass der Anteil an Laubbäumen zunimmt.
Zusammenhängende (Birken-)Laubwälder finden sich nur in den vom Seeklima begünstigten Gebieten Nordeuropas und Kamtschatkas. Sie werden jedoch zumeist der Waldtundra zugerechnet. Große Laubholzbestände innerhalb der Taiga säumen als Weichholz-Auenwälder insbesondere die großen Ströme Sibiriens.
Die Symbiose zwischen den Gehölzen und dem enorm großen, unterirdischen Pilzgeflecht (Mykorrhiza) ist für die borealen Wälder von größter Bedeutung: Die Pilze versorgen die Bäume mit Nährstoffen, die sich die Bäume aus dem Rohhumus nicht verfügbar machen könnten. Als Gegenleistung bekommen die Pilze von den Bäumen vor allem Kohlenhydrate.
Zu den Charakterarten der Taiga gehören neben den Bäumen ebenso die nahezu flächendeckend vorkommenden Zwergsträucher der Gattungen Heidelbeeren (Heidelbeere, Rauschbeere, Preiselbeere). Auf feuchten Standorten wächst häufig der Sumpfporst.
Weitere typische Pflanzen sind Wald-Wachtelweizen, Siebenstern, Blaue Heckenkirsche, Moosglöckchen, Sprossender Bärlapp, Moltebeere, Schwedischer Hartriegel, verschiedene Orchideenarten (die wie die Bäume ihre Nährstoffe aus der Symbiose mit den Bodenpilzen beziehen), Farne und Bärlappgewächse. Außerdem kommen zahlreiche Moose vor, die allesamt Säurezeiger sind. Sie stellen sich entweder aufgrund des Ausgangssubstrats des Bodens ein, oder die Koniferen schaffen durch ihre Einflussnahme auf die Bodeneigenschaften die für diese Pflanzen günstigen Bedingungen. Überdies sind die nordischen Wälder reich an Flechten, die sowohl am Boden als auch auf den Bäumen wachsen. Die Häufigkeit und Länge der Bartflechten ist dabei ein Indikator für das Alter und die Naturnähe eines Waldes, da sie nur sehr langsam wachsen und empfindlich auf Luftschadstoffe reagieren.

### Fauna
Ganz im Gegensatz zu den meisten anderen großen Vegetationszonen ist die Tierwelt auf der Ebene von Gattungen und Familien in der Nearktis Nordamerikas und der Holarktis Eurasiens nahezu identisch. Der Tierbestand ist sowohl von der Zahl der Arten wie auch der Individuen gering. Die herrschenden Nadelwälder und Moore bieten wenig Nahrung, etwas günstiger sind die sporadisch auftretenden Laubwälder und Sukzessionsflächen. Aufgrund der ausgeprägten Winter haben alle Tiere entsprechende Anpassungen entwickelt: Viele Vögel ziehen nach Süden, Säugetiere und Insekten halten eine Winterruhe oder sind unter der schützenden Schneedecke aktiv.
Von den Säugetieren besonders zahlreich vertreten ist die Familie der Marder. Während praktisch alle Säugetiere der borealen Nadelwälder auch darüber hinaus vorkommen, bewohnen einige Marderarten (vor allem Zobel, Europäischer Nerz und Fichtenmarder) fast ausschließlich die Taiga. Wenn man den Waldbison vom Präriebison getrennt betrachtet, gilt dies auch für dieses stattliche Rind.
Von der Tundra bis in die borealen Nadelwälder sind folgende Säugetiere verbreitet: Vielfraß, Lemming, Rentier und nordamerikanisches Karibu. Von der Waldtundra bis in südlichere Waldgebiete leben Elch, verschiedene Hirsche, Wolf, Kojote, Luchs, Braunbär, Schwarzbär, Fuchs, Hase, Fischotter und Neuweltotter. In den borealen und nemoralen Wäldern verbreitet sind Biber, Stinktier, Flughörnchen, Streifenhörnchen und Eichhörnchen.
Flüsse und Seen der borealen Nadelwälder sind Lebensraum für zahlreiche Fischarten, darunter viele Lachsarten. Reptilien und Amphibien fehlen weitgehend, ebenso wie größere Bodenlebewesen – tote organische Masse wird meist von Pilzen zersetzt.
In den borealen Nadelwäldern leben mehr als 300 Vogelarten, darunter so typische wie Singschwan und Birkhuhn.

## Indigene Bewohner und Besiedlung

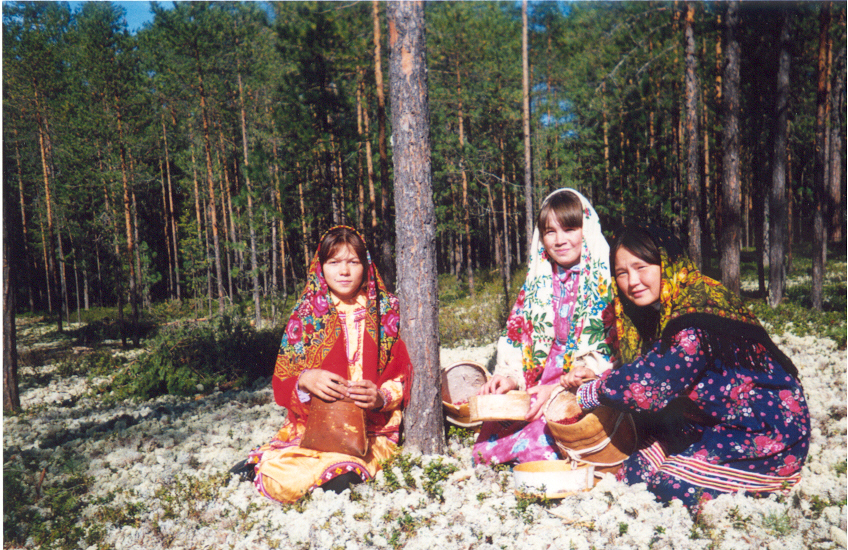
Chanten-Mädchen aus Mittelsibirien beim Beerensammeln

In den naturnah verbliebenen, nahezu menschenleeren Wäldern des Nordens leben auch heute noch indigene Völker, deren Leben seit jeher von den Eigenarten ihres Landes geprägt wurde und die nach wie vor von weitgehend intakten ökologischen Verhältnissen ihrer angestammten Heimat abhängig sind. Die folgende Auswahl berücksichtigt daher nur solche Völker, bei denen zumindest einige Bevölkerungsteile noch nicht gänzlich die moderne westliche Kultur übernommen haben und bei denen die kulturelle Identität immer noch eine große – oftmals spirituell verankerte – Verbundenheit mit ihrem natürlichen Lebensraum enthält.
Dies darf jedoch nicht darüber hinwegtäuschen, dass sich die ursprüngliche „naturnahe“ Lebensweise aller dieser Menschen durch zunehmende Technisierung, veränderte Abhängigkeiten durch den Einfluss des westlichen Lebensstils oder durch verschiedenartige Assimilationspolitik und durch abnehmende überlieferte Kenntnisse bereits stark verändert hat! Es gibt zwar viele hoffnungsvolle Ansätze zur Bewahrung oder Wiederbelebung der Traditionen. Dies bezieht sich jedoch meistens auf Sprache, Materialkultur, Brauchtum oder Religion. Nur in wenigen Fällen haben diese Bestrebungen einen kulturökologischen Hintergrund, um den Erhalt der traditionellen Landnutzung in den borealen Wäldern zu fördern. Eine Ausnahme sind hier die (ergänzenden) subsistenzwirtschaftlichen Aktivitäten der Indigenen Alaskas – fischen, jagen, sammeln – die gesetzlich geschützt werden und Vorrang gegenüber marktwirtschaftlichen Bestrebungen in diesen Wirtschaftszweigen genießen.
Die wichtigsten Ethnien der eurasischen Taiga sind (von West nach Ost) die Komi im westlichen (europäischen) Teil Russlands und in Sibirien die Chanten und Mansen, Selkupen, Keten, Tofalaren, Taiga-Tuwiner, etliche Gruppen der tungusischen Völker – vor allem Ewenken, Ewenen, Udehe und Negidalen – und die Niwchen. Neben Jagen, Fischen und Sammeln spielt das Rentier eine wichtige Rolle, jedoch mit wesentlich kleineren Herden als bei den Tundra-Bewohnern. Auch in den nordischen Wäldern Alaskas und Nordwest-Kanadas ergänzen viele Familien nahezu aller indigener Gruppen des Kulturareales „Subarktis“ ihre Einkünfte durch traditionelle Jagd und Sammeltätigkeiten. In Alaska fördert der Staat die Subsistenzwirtschaft. Je weiter eine lokale Gemeinschaft von Holz-, Bergbau-, Energie- oder Tourismusunternehmen entfernt lebt (etwa kleine Camps der Denesuline in den Nordwest-Territorien), desto größer ist der Anteil der Selbstversorgung. Im Nordwesten Nordamerikas leben etliche Gruppen der Athabasken-Stämme und im Nordosten wohnen verschiedene Gruppen der zentralen Algonkin-Sprachfamilie (vor allem Cree in den Wäldern rund um die Hudson-Bay und Innu auf der Labrador-Halbinsel).
Aufgrund des für die Landwirtschaft ungünstigen Klimas sind die borealen Waldländer meist mit weniger als 5 Einwohnern pro Quadratkilometer sehr dünn besiedelt. Eine Beschreibung des Lebens in der Taiga bietet der Roman von Wladimir Arsenjew: Dersu Usala (russ. Дерсу Узала / Dersu Uzala), 1923 (dt. Dersu Usala, der Taigajäger, DDR 1967; dt. Der Taigajäger Dersu Usala, übersetzt von Gisela Churs, Zürich 2009, ISBN 978-3-293-20457-7).